# 扎帕里夫卡
48°59′38″N 35°57′21″E / 48.99389°N 35.95583°E
扎帕里夫卡（烏克蘭語：Запарівка）是位於烏克蘭東部的村莊，由哈爾科夫州洛佐瓦區的洛佐瓦市鎮負責管轄。該村始建於1973年，面積0.11平方公里，海拔高度98米，2001年人口14，人口密度每平方公里125人。